# Hoeilaart-Diest-Hoeilaart
Hoeilaart-Diest-Hoeilaart est une ancienne course cycliste belge, organisée de 1950 à 1971 entre Hoeilaart et Diest dans la province du Brabant flamand. 
Elle prend le nom de Circuit de la région vinicole en 1969.

## Palmarès
| Année | Vainqueur             | Deuxième                | Troisième                |
| ----- | --------------------- | ----------------------- | ------------------------ |
| 1950  | Constant Verschueren  | Georges Claes           | Gustaaf Wuyckens         |
| 1951  | Jozef De Feyter       | André Declerck          | Raymond Impanis          |
| 1952  | Valère Ollivier       | Edward Peeters          | Jaak Brutyn              |
| 1953  | Roger Peiremans       | Marcel Bouvart          | Charles Van Dormael      |
| 1954  | Joseph Verhaert       | Gustaaf Van Vaerenbergh | André Vlayen             |
| 1955  | Jozef Schils          | Théo Brunswyck          | Martin Van den Broeck    |
| 1956  | Alex Close            | Roger Molenaers         | Joseph Plas              |
| 1957  | Frans Schoubben       | Victor Wartel           | André Vlayen             |
| 1958  | Yvo Molenaers         | Edgard Sorgeloos        | Pierre Machiels          |
| 1959  | Émile Daems           | Valère Paulissen (de)   | Joseph Bosmans           |
| 1960  | René Vanderveken (nl) | André Bar               | Léopold Rosseel          |
| 1961  | René Vanderveken (nl) | Maurice Meuleman        | Lode Troonbeeckx         |
| 1962  | Louis Proost          | Willy Vanden Berghen    | René Vanderveken (nl)    |
| 1963  | Louis Proost          | Frans Schoubben         | Etienne Vercauteren      |
| 1964  | Willy Monty           | Leon Sebregts           | Roger De Coninck         |
| 1965  | Michael Wright        | Louis Proost            | Jos Hoevenaars           |
| 1966  | Herman Vanspringel    | Francis Bazire          | Paul Somers              |
| 1967  | Willy Planckaert      | Cees van Espen          | Gerben Karstens          |
| 1969  | Willy Vekemans        | Frans Verbeeck          | Herman Flabat            |
| 1970  | Georges Pintens       | Herman Vanspringel      | Frans Verbeeck           |
| 1971  | Frans Verbeeck        | Jozef Abelshausen       | Willy Van den Eynde (nl) |